# Nykøbing Falster
Nykøbing Falster anhörenⓘ  ist eine Hafenstadt in Dänemark und liegt an der Westküste von Falster. Die Stadt bildet eine eigene Kirchspielsgemeinde (dänisch Sogn) Nykøbing Falster Sogn, die bis 1970 zur Harde Falsters Sønder Herred im damaligen Maribo Amt gehörte, danach zur Nykøbing Falster Kommune im damaligen Storstrøms Amt, deren letzterer beider Verwaltungssitz die Stadt war. Die Kommune ist im Zuge der Kommunalreform zum 1. Januar 2007 in der Guldborgsund Kommune in der Region Sjælland aufgegangen, deren Verwaltungssitz wiederum Nykøbing Falster ist.

## Name der Stadt
Der Ursprung des Ortsnamens „Nykøbing“ reicht ins 13. Jahrhundert zurück. Bereits um 1200 erhielt die Stadt Marktrechte, aber im Unterschied zu älteren Städten wie Ribe oder Viborg stieß Nykøbing erst 1560 neu (ny) zum Kreis der Städte mit Marktrechten (købstad) hinzu. Der Anhang „Falster“ dient zur Unterscheidung von zwei anderen dänischen Städten gleichen Namens, Nykøbing Mors und Nykøbing Sjælland. In Schriftform wird der Name der Stadt häufig mit „Nykøbing F“ wiedergegeben.

## Einwohner
Entwicklung der Einwohnerzahl (1. Januar):

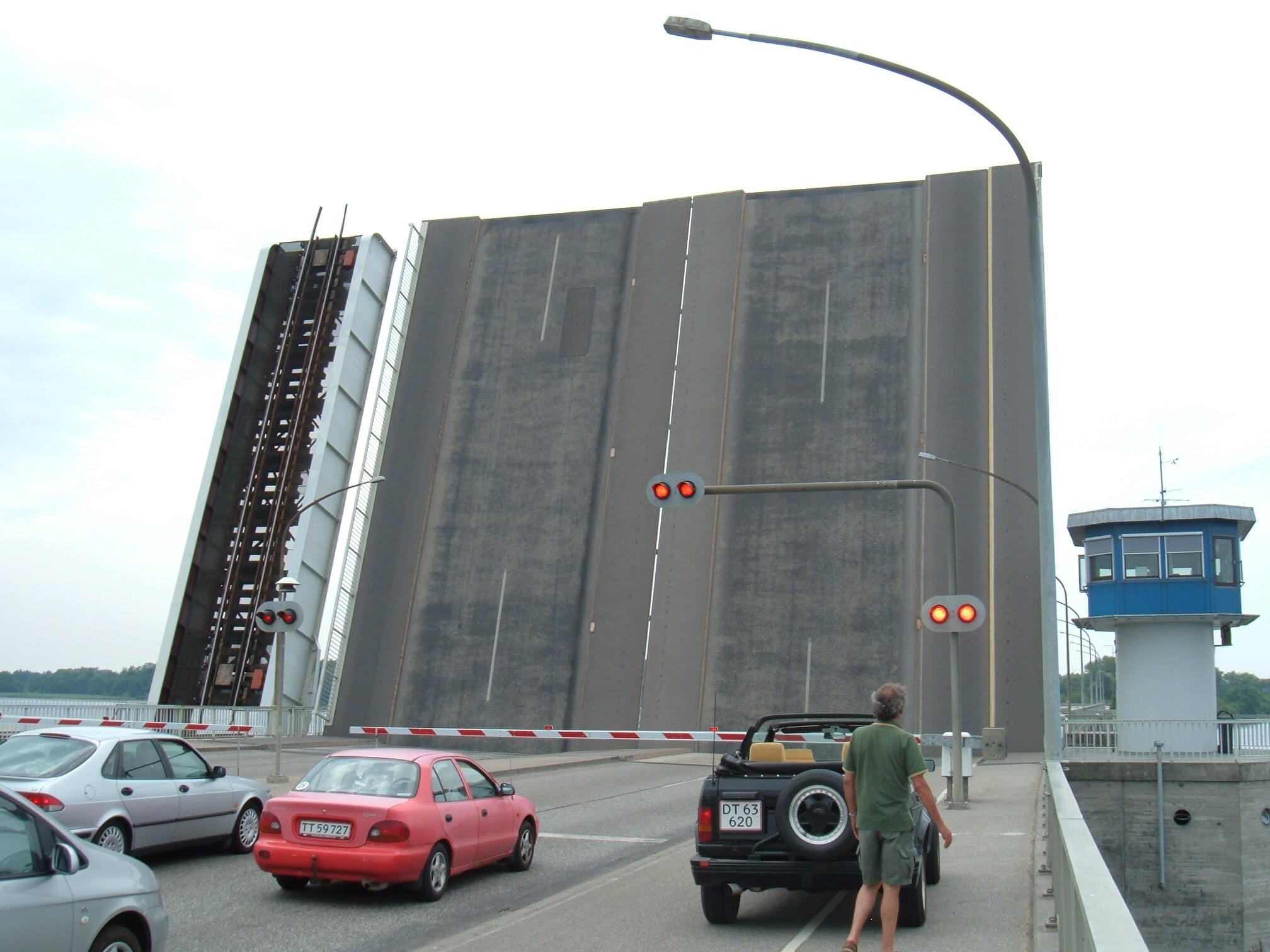
Die hochgeklappte Eisenbahn- und Straßenbrücke Kong Frederik d. IX’s Bro

| Jahr                | 1981   | 1986   | 1990   | 1996   | 2000   | 2004   | 2009   | 2010   |
| ------------------- | ------ | ------ | ------ | ------ | ------ | ------ | ------ | ------ |
| Einwohner (Kommune) | 25.576 | 25.117 | 25.214 | 25.053 | 25.375 | 25.559 | -      | -      |
| Einwohner (Stadt)   | 19.038 | 18.697 | 18.937 | 16.048 | 16.460 | 16.784 | 16.405 | 16.458 |

## Wirtschaft
Bekannt ist die Stadt für ihre Zuckerfabrik. Wirtschaftlich bedeutend sind auch der Agrarhandel sowie die Maschinen- und Lederindustrie.

## Verkehr
Bei Nykøbing führt die Kong Frederik d. IX’s Bro (dt.: König-Frederik-d.-IX.-Brücke), eine Klappbrücke für den Eisenbahn- und Straßenverkehr über den Guldborgsund von Falster nach Lolland. Sie ist 295 m lang und 33 m breit und wurde im Jahr 1963 eröffnet. Sie verbindet die Stadt mit dem auf Lolland liegenden Sundby. Benannt ist sie nach König Frederik IX. (1899–1972).
Die Bahnstrecke Ringsted–Rødby Færge, die über Nykøbing führt, ist Teil der Vogelfluglinie. Daneben besteht die Bahnstrecke Nykøbing F–Nakskov, die von hier nach Nakskov führt und Teile der Lolland Kommune erschließt. Zum Fährhafen Gedser führte bis 2009 eine Bahnstrecke der Dänischen Staatsbahnen. Sie wurde durch eine Busverbindung ersetzt.
Durch Nykøbing führt die Europastraße 55 und etwa 10 km nördlich der Stadt verläuft die Europastraße 47, die im Guldborgsundtunnelen den Guldborgsund kreuzt.
Durch die Stadt führen auch zahlreiche Fernradwege, unter anderem der Radweg Berlin-Kopenhagen und die europäische EuroVelo Route 7.

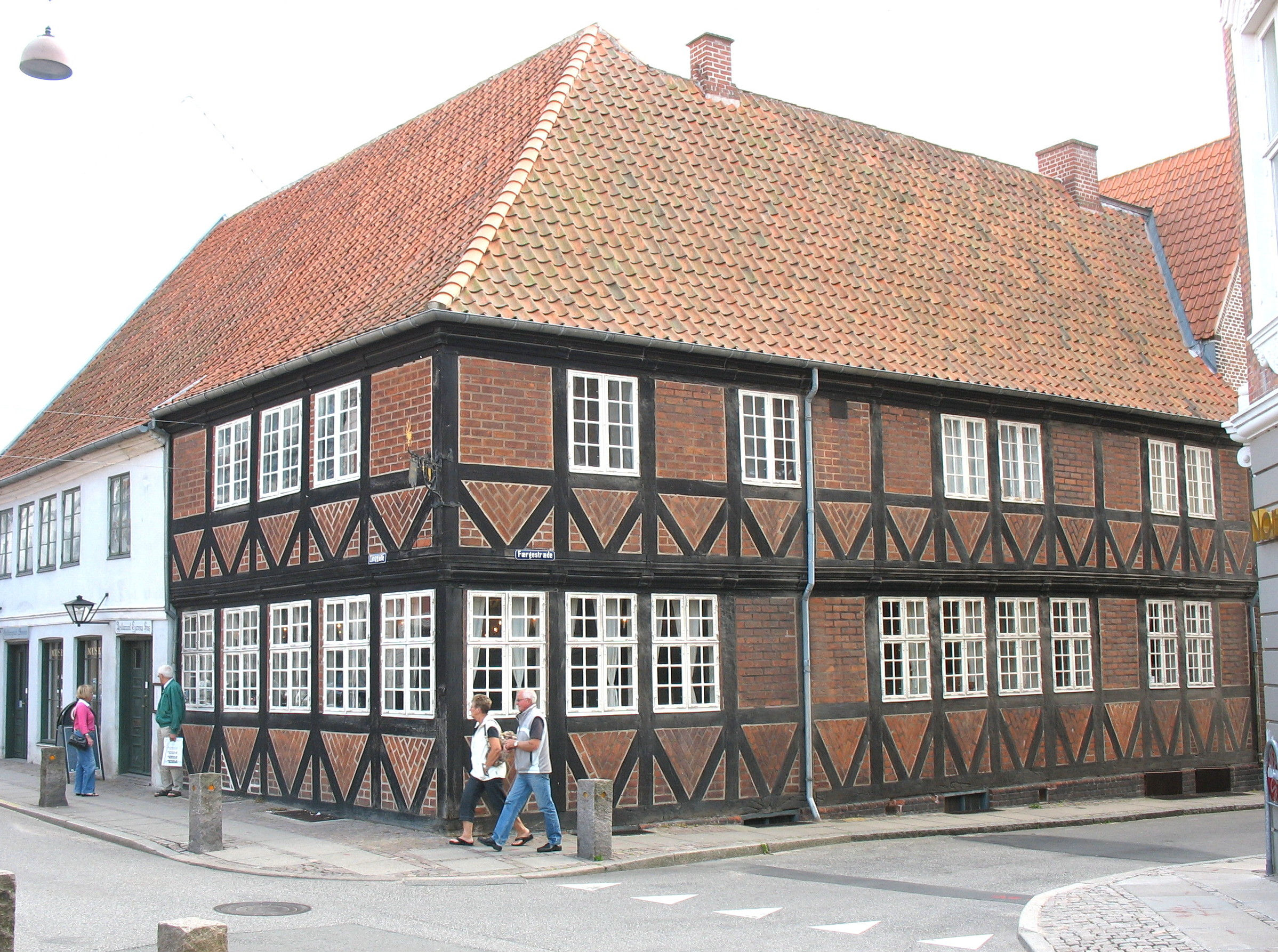
Das Zarenhaus

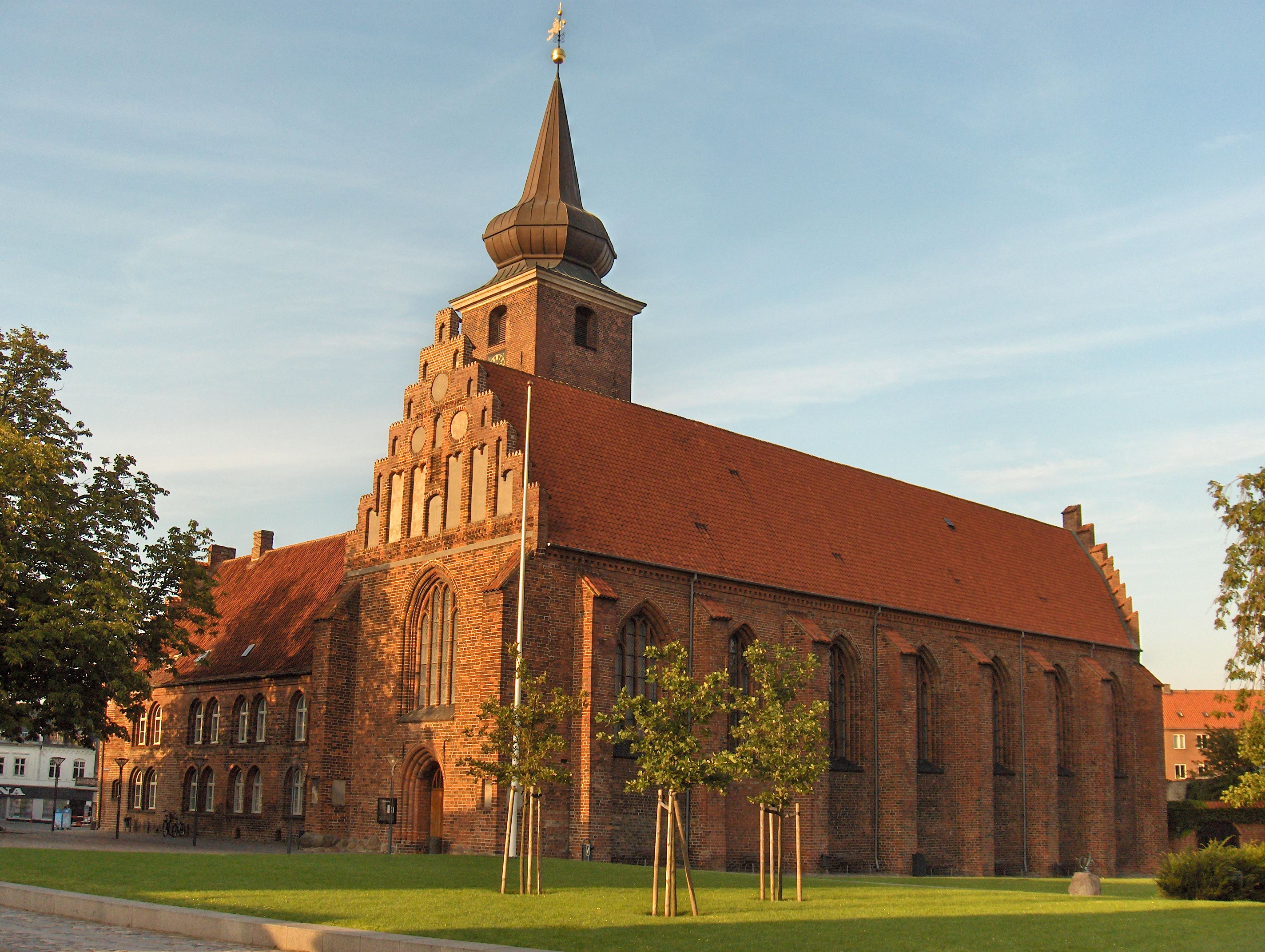
Klosterkirken

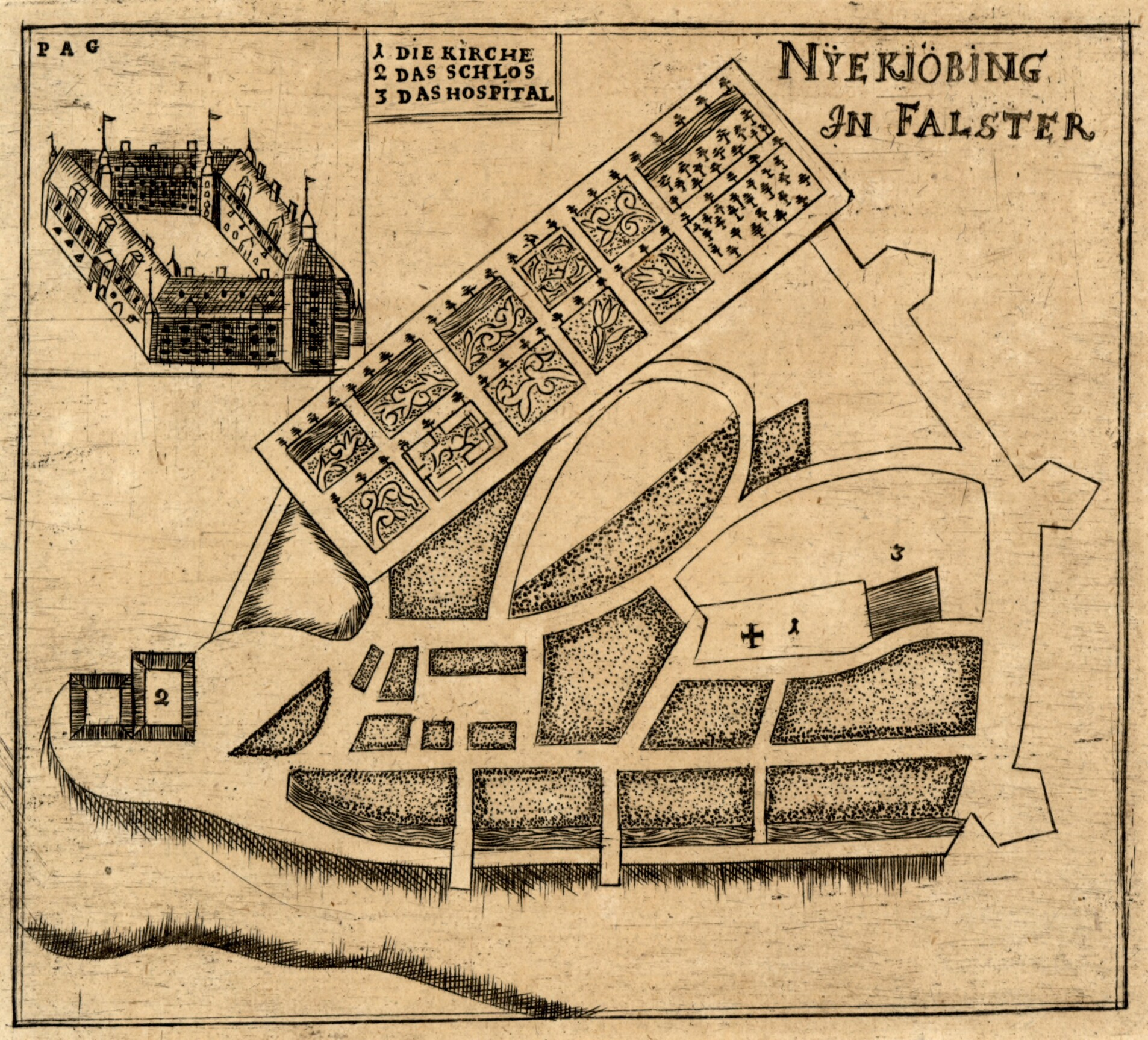
Historische Darstellung des Schlosses Nykøbing

## Sehenswürdigkeiten
- In der Stadt befinden sich sehenswerte Fachwerkhäuser aus dem 16. bis 18. Jahrhundert. Das sogenannte Zarenhaus (Czarens Hus) dient seit 1697 als Gasthaus, hier speiste Zar Peter der Große während seines Aufenthaltes auf Schloss Nykøbing 1716.
- Der Wasserturm von 1908 ist 43 Meter hoch und hat eine Aussichtsplattform in 32 Meter Höhe.
- Das Schloss Nykøbing aus dem 15. Jahrhundert ist nur noch als Ruine erhalten. Erbaut wurde es als Witwensitz für die dänische Königin Sophie von Mecklenburg (1557–1631). Später diente es auch Königin Sophie Amalie von Braunschweig-Calenberg als Wittum.
- Klosterkirken ist eine gotische Kirche aus dem 15. Jahrhundert. Sie wurde 1419 auf Veranlassung von König Erik VII. als Kirche für das dortige Franziskanerkloster errichtet, das zur Ordensprovinz Dacia gehörte und bis 1532 bestand, als es infolge der Reformation aufgelöst wurde. Die Kirche war der Jungfrau Maria, dem hl. Michael und dem hl. Franziskus geweiht.
- Der Mittelalter-Park Middelaldercentret im Ortsteil Sundby auf der Insel Lolland ist seit 1989 ein Museum für gelebte Geschichte (Living History). Es zeigt auf einem Freigelände ein mittelalterliches Dorf und anderes Interessantes. Es werden auch Aktivitäten der damaligen Zeit gezeigt, etwa Ritterturniere oder Handwerk des späten 14. Jahrhunderts. In den Wintermonaten geschlossen.
- Am östlichen Stadtrand befindet sich der Guldborgsund Zoo mit Botanischen Garten.
- Ganggrab im Flintinge Byskov

## Städtepartnerschaft
Seit 1992 besteht eine Partnerschaft zwischen Nykøbing Falster und Lublin in Polen.
Außerdem besteht eine Partnerschaft mit Eutin (Schleswig-Holstein).

## Söhne und Töchter der Stadt
- Theodore Lund (1810–1895), dänisch-amerikanischer Miniatur- und Porträtmaler
- Johannes Zehngraf (1857–1908), Miniaturenmaler der Manufaktur von Carl Peter Fabergé in Sankt Petersburg
- Sophus Torup (1861–1937), dänisch-norwegischer Physiologe
- Poul Hartmann (1878–1969), Ruderer und Olympiasieger
- Ludvig Dam (1884–1972), Schwimmer
- Peter Freuchen (1886–1957), Polarforscher und Schriftsteller
- Poul Preben Jørgensen (1892–1973), Turner
- Einar Hansen (1898–1947), Ringer
- Svend S. Schultz (1913–1998), Komponist und Dirigent
- Tom Høyem (* 1941), Politiker und Journalist
- Knud Romer (* 1960), Schriftsteller, Schauspieler und Werbefachmann
- Claus Meyer (* 1963), Fernsehkoch und Gastronom
- Henrik Danielsen (* 1966), Schachspieler und -trainer
- Lars Bo Hansen (* 1968), Schachspieler
- Claus Jensen (* 1977), Fußballspieler
- Esben Hansen (* 1981), Fußballspieler
- Mark Overgaard Madsen (* 1984), Ringer
- Sara Slott Petersen (* 1987), Leichtathletin
- Mikkel Mac (* 1992), Rennfahrer
- Rikke Læntver Sevecke (* 1996), Fußballspielerin
- Magnus Warming (* 2000), Fußballspieler